# لوحة توزيع رئيسية

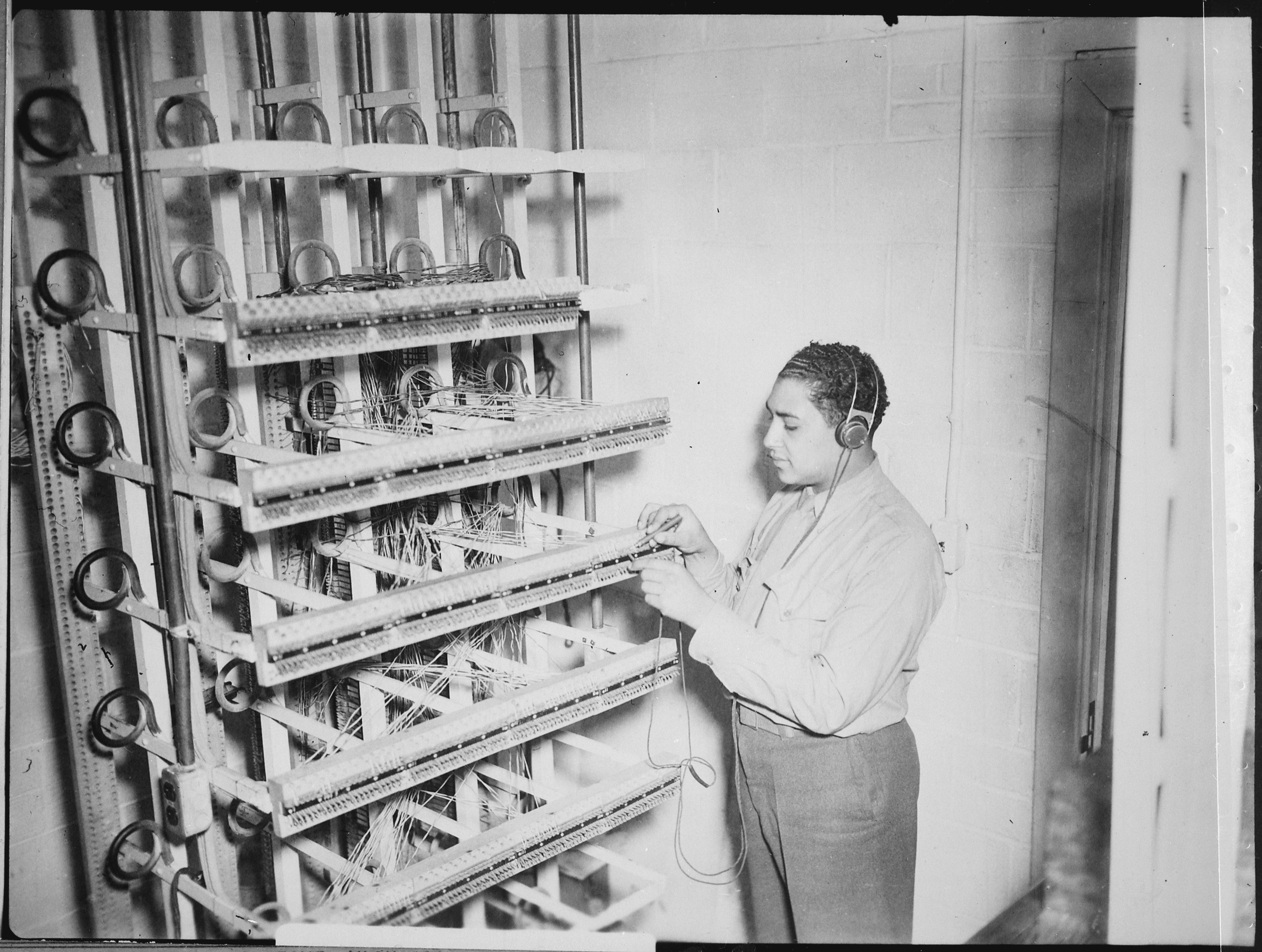
لوحة توزيع رئيسية صغيرة من جانب واحد في قاعدة عسكرية

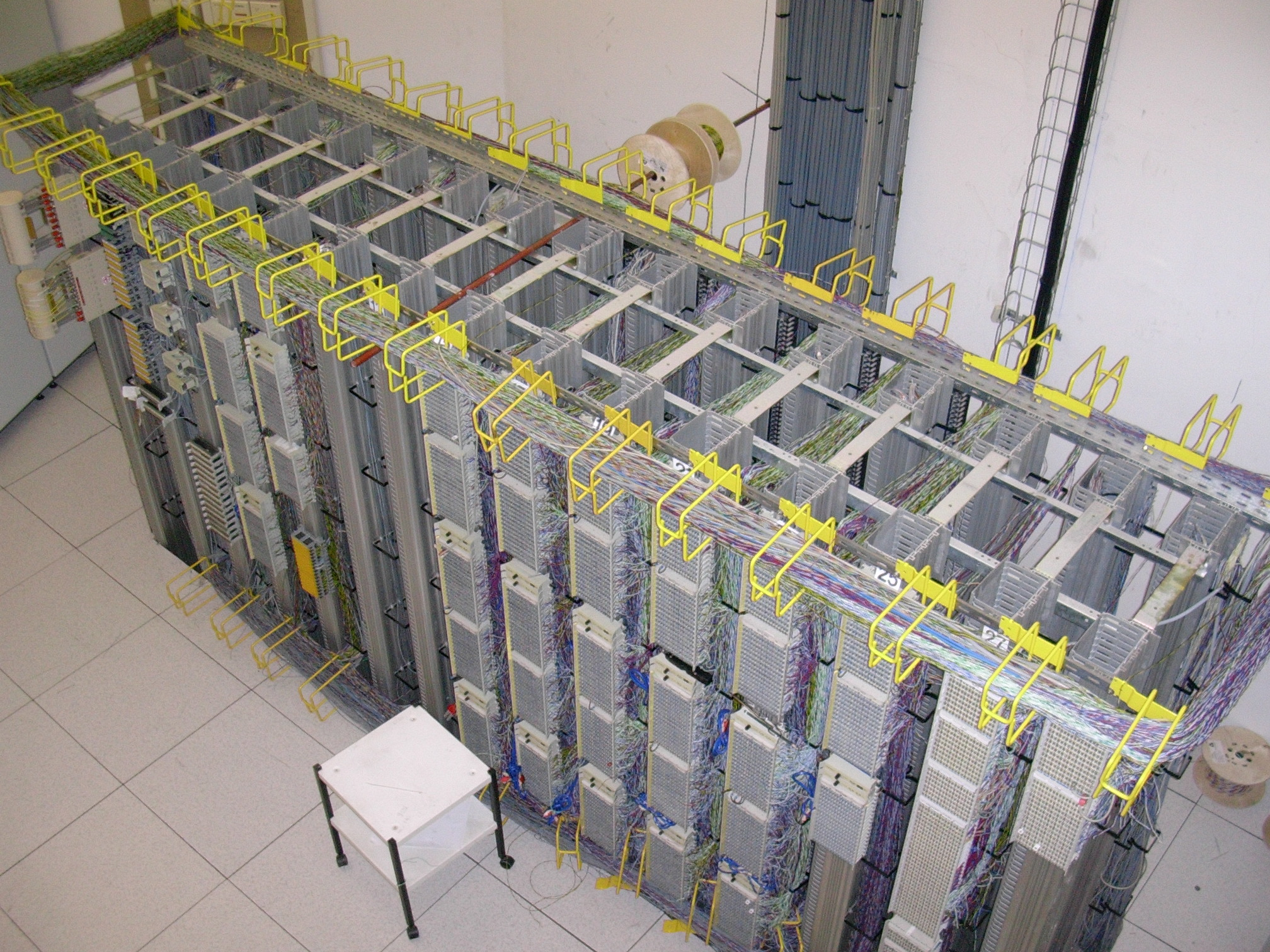
لوحات توزيع رئيسية حديثة

في التهاتف، لوحة التوزيع الرئيسية (MDF) هي لوحة لتجميع الإشارات والتوصيلات داخل المنشأة (سواء كان مصنع، مستشفى) بالكابلات التي توصلها بالسنترال خارج المنشأة. تعتبر اللوحة سنترال داخلي فهي نقطة الوصل والربط للمكالمات الداخلية. ففيها يتم إنهاء مسارات الكابلات النحاسية الخاصة بالهواتف وربط كل هاتف بالعدد المحدد من الهواتف (على سبيل المثال، نستطيع باستخدام هذه اللوحة ربط هاتف مكتب مدير شركة ما بهاتف السكرتارية، الأرشيف، الأمن وكبار الأقسام) نتيجة لاختوائه على خطوط مشتركة رقمية متعددة المنافذ ومكررات. تربط لوحة التوزيع الرئيسية لوحات التوزيع المتوسطة بعضها ببعض (على سبيل المثال، في حالة كبر حجم المشروع يتم تجميع كابلات كل دور بلوحة توزيع متوسطة في نهاية أو بداية كل دور وربط كل اللوحات مع بعضها البعض في لوحة التوزيع الرئيسية التي غالبا ما تكون في غرف التحكم أو غرفة كهرباء).

## التاريخ
قبل عام 1960، كانت المخارج ملحومة بالقصدير باللوحة بشكل عام، كان هذا موثوقا ولكنه بطئ ومكلف. تم إدخال التفاف الأسلاك في الستينات وطرق الربط الحديثة في السبعينات. كل مخرج مقسم لزوجين. في منتصف القرن العشرين، كانت أسلاك التوصيل عبارة عن 24 فردا من أسلاك النحاس من نوع م.س.أ، مع سترة داخلية من البولي إيثيلين مغطى بالقطن المشرب لجعله هش قليلا وسهل الإزالة بشكل أنيق. في أواخر القرن العشرين، كانت الطبقة الواحدة أكثر سمكا من البولي إيثيلين متصالبة لتوفير درجة مناسبة من الهشاشة.

## الانتشار
النوع الأكثر شيوعا للوح التوزيع الرئيسية هو الحامل الفولاذي الطويل يمكن الوصول إليه من كلا الجانبين. على أحد الجانبين، يتم تركيب مخارج الهواتف بطريقة أفقية في مقدمة الرفوف والتي تتصل بالوحدة المركزية العمودية عن طريق فولاذي عازل. توجد مساحة أعلى كل مخرج هاتف لكتابة رقم الهاتف ورقم الحلقة، في نهاية اللوحة يوجد شريط للتهوية.

## وصلات خارجية
- لوحات التوزيع الرئيسية